# 1927 في سويسرا
فيما يلي قوائم الأحداث التي وقعت خلال عام 1927 في سويسرا.

## رياضة
- 23 مارس – كأس سويسرا 1926–27 الفائز نادي غراسهوبر زيوريخ.

## مواليد

### يناير
- 2 يناير – روبرت ألت لاعب زلاجة جماعية سويسري.
- 10 يناير – أوتو ستيتش

### فبراير
- 4 فبراير – آرثر كون منتج أفلام سويسري.

### مارس
- 1 مارس – أحمد هوبر صحفي سويسري.
- 3 مارس – بيير أوبيرت

### أبريل
- 20 أبريل – كارل مولر فيزيائي سويسري.

### يوليو
- 27 يوليو – فرانز ويبر ناشط سويسري.
- 28 يوليو – هيني والتر

### أكتوبر
- 25 أكتوبر – جوب كاتب سيناريو سويسري.

## وفيات

### يناير
- 18 يناير – هرمان مولر (مواليد 1850) عالم نبات سويسري.

### يونيو
- 8 يونيو – كونراد برونر (مواليد 1859) طبيب و مؤرخ للطب من سويسرا.

### يوليو
- 23 يوليو – آرثر هوفمان (مواليد 1857) سياسي سويسري.

### سبتمبر
- 12 سبتمبر – جان-لويس بريفوست (مواليد 1838) طبيب سويسري.

### أكتوبر
- 18 أكتوبر – أوتو هيلدبراند (مواليد 1858)